# Angelus Apatrida

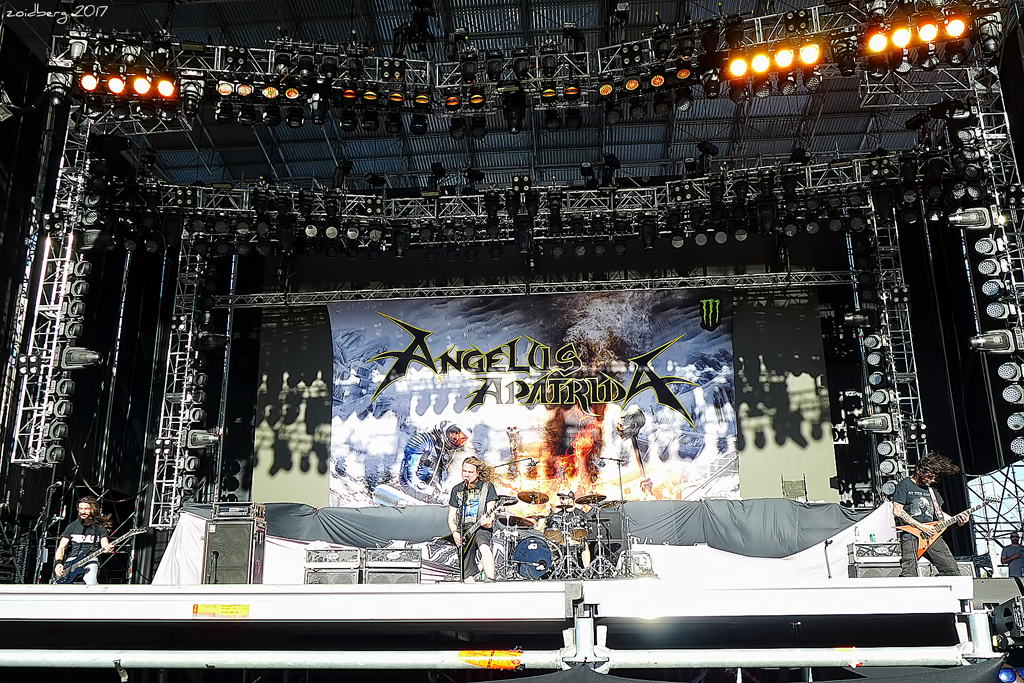
Angelus Apatrida op het podium in 2017.

Angelus Apatrida is een speed-/thrashmetalband uit de Spaanse stad Albacete. De groep werd opgericht in 2000 en bracht tot op heden acht studioalbums, één demo, één extended play en twee splitalbums uit. Het meest recente album, Aftermath, verscheen in 2023 via platenmaatschappij Century Media Records.

## Bezetting

### Huidige groepsleden
- Guillermo Izquierdo - Zang, gitaar
- David Álvarez - Gitaar
- José Izquierdo - Basgitaar
- Víctor Valera - Drums

## Discografie

### Studioalbums
- Evil Unleashed (2006, Producciones Malditas)
- Give 'Em War (2007, Molusco Producciones)
- Clockwork (2010, Century Media Records)
- The Call (2012, Century Media Records)
- Hidden Evolution (2015, Century Media Records)
- Cabaret de la Guillotine (2018, Century Media Records)
- Angelus Apatrida (2021, Century Media Records))
- Aftermath (2023, Century Media Records))

### Demo's, ep's en splitalbums
- Lost in the Realms of Orchinodaemon (demo - 2001)
- Unknown Human Being (ep - 2003)
- 3 Inches of Blood / Angelus Apatrida (splitalbum met 3 Inches of Blood - 2012)
- Serpents on Parade (splitalbum met Dew-Scented - 2015)